# ヤクバター

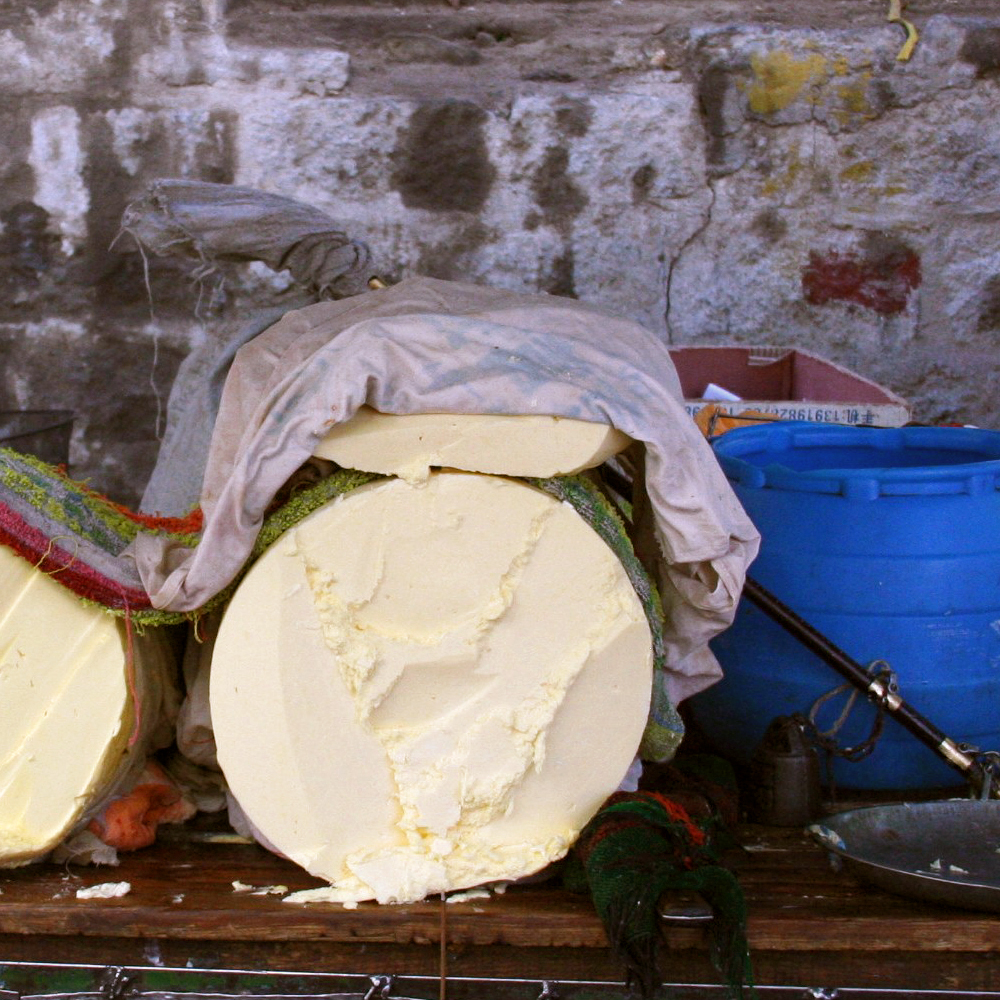
ラサ市のストリートマーケットで販売されるヤクバター

ヤクバター(Yak butter)は、飼育されたヤクの乳から作るバターである。南中央アジアやチベット高原の牧畜民にとっての食糧、貿易品である。中国、インド、モンゴル、ネパール、チベット等、多くの地域で、ヤクの乳はチーズやバター等の乳製品製造に用いられている。
ヤクの全乳は、牛乳の約2倍の脂肪を含んでおり、チーズに近い風味のバターができる。

## 製造

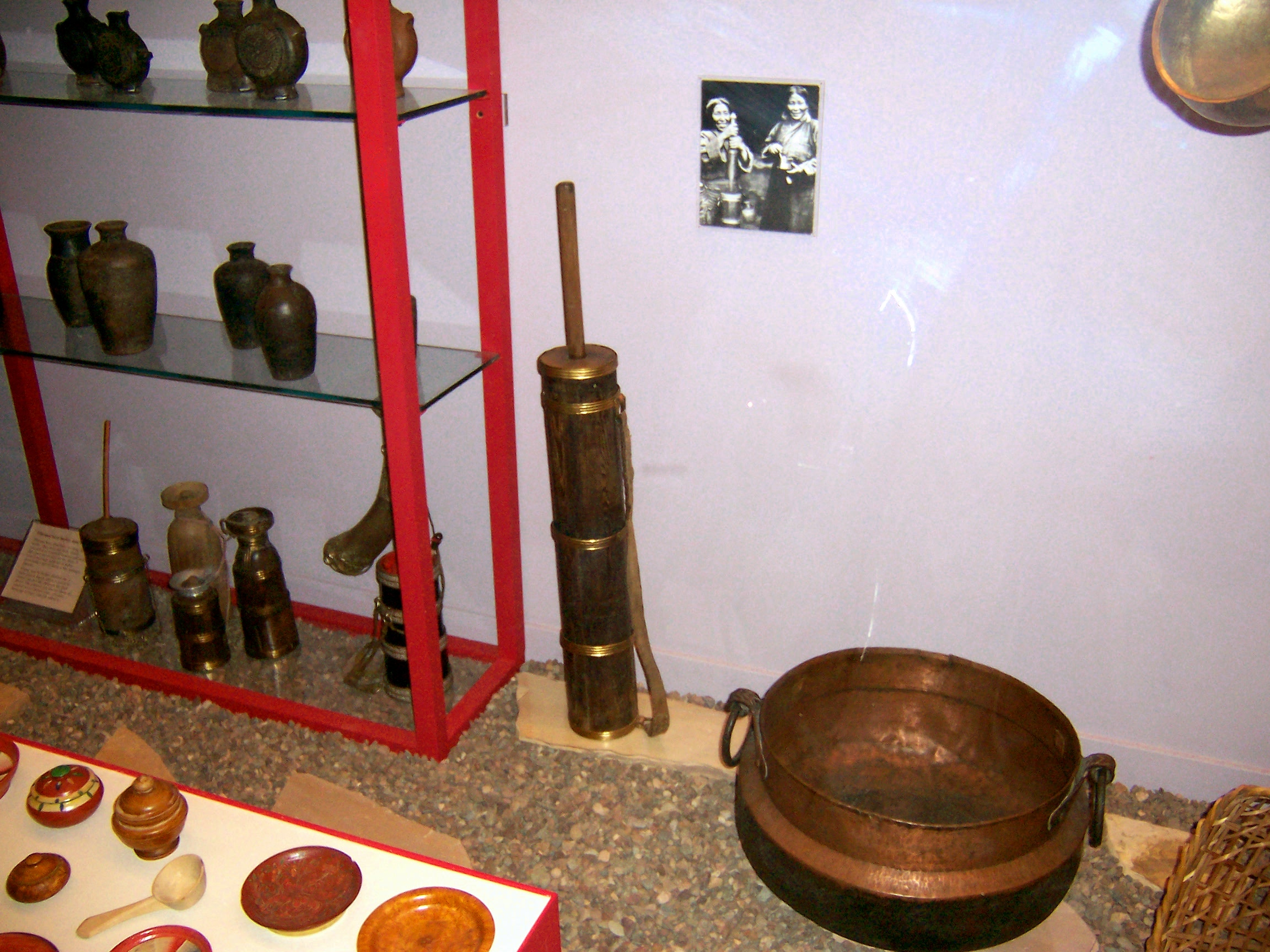
博物館で展示されるバターの攪拌機

ヤクは、燃料としての糞、運搬力、肉、繊維、乳等の様々な便益を牧畜民に提供する。全ての牧畜民が伝統的にヤク乳を利用したりバターを作ったりしている訳ではないが、山岳地域では一般的である。ヤクは少量の乳しか生産しないため、大きな群れの場合にのみ、十分な量の乳を得ることができる。夏の方が冬よりも乳の生産が多く、乳からバターやチーズを作るのは、後の利用のためにカロリーを保存する手段となっている。
西チベットでは、ヤク乳はまず一晩発酵させられる。夏場には、得られたヨーグルト様の物質を背の高い木製の攪拌機の中で1時間程度撹拌する。冬場には、このヨーグルトを数日間濃縮し、その後膨張したヒツジの胃に注ぎ、バターができるまで振る。
新鮮なヤクバターは様々な方法で保存され、空気に晒さず、冷たく乾燥した場所に置けば1年間は保存できる。ヒツジの胃袋に入れたり、ヤクの皮や大きなツツジの葉で包んだりして保存される。一度開封すると、ブルーチーズのようなアオカビの筋が生じる。

## 利用

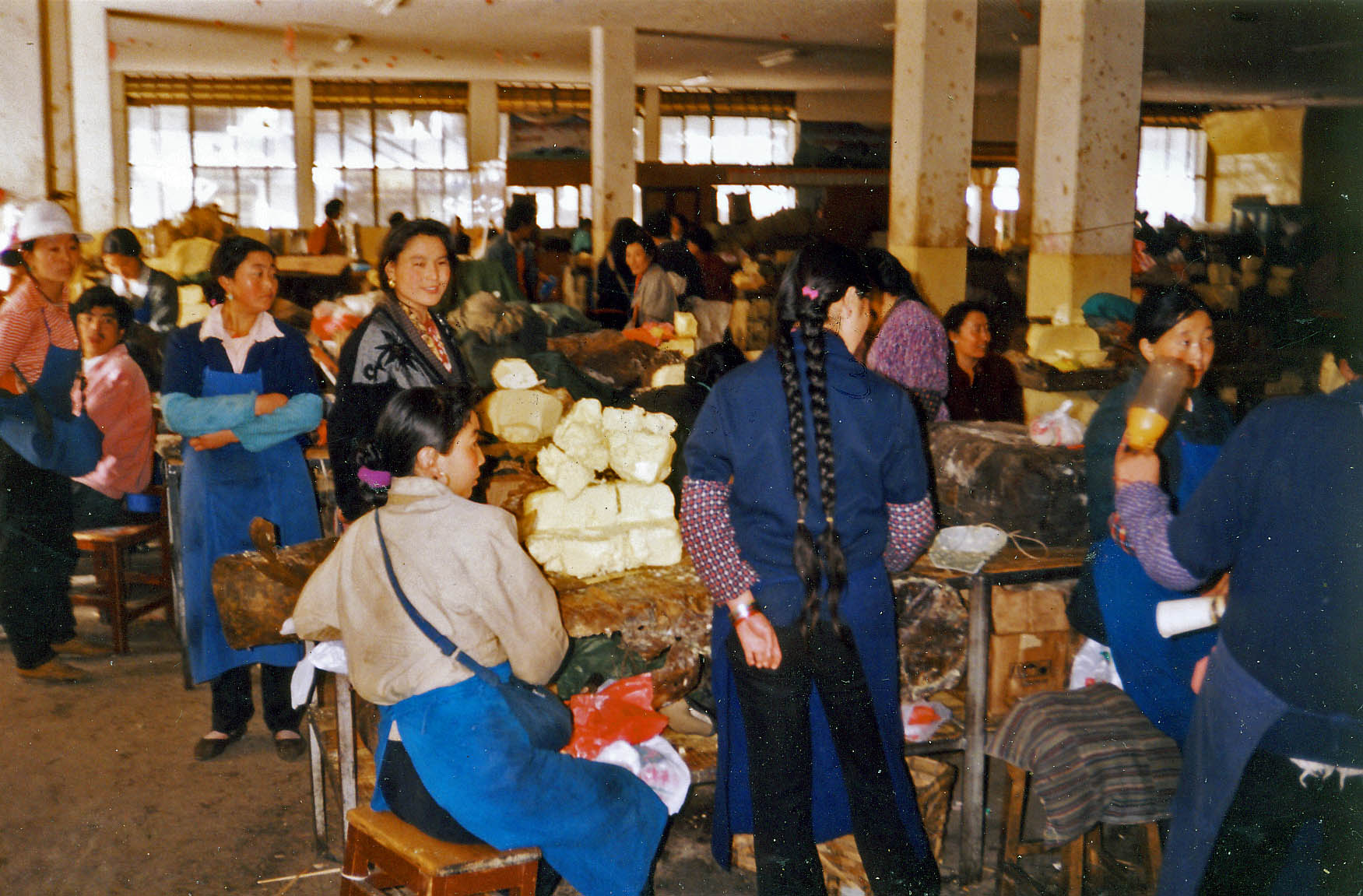
ラサ市のヤクバター市場（1993年）

バター茶はヒマラヤ地域で日常的に食され、ヤクバター、茶、塩、水を泡立つように撹拌して作る。「チベットの国民的飲料」で、寒冷高地に必要な水分と栄養を補給するために、チベット人は1日に小さなカップで60杯分は飲む。痛んだバターが用いられることもあり、その場合は異なった風味になる。
溶かしたヤクバターをトーストした大麦粉（ツァンパ）とほぼ等量混ぜ、これにナツメヤシかゴマの種子を混ぜたものは、客に振る舞われる。また保存されたものは、湯に溶かして塩か砂糖を加えて食する。
ヤクバターは、皮をなめすのにも用いられる。古く悪臭のするものの方が新鮮なものよりも好まれる。
他の非食用用途としては、ランプの燃料や皮膚の保湿、またロサル（チベットの新年）用のバター彫刻等がある。ヤクバター彫刻は、高さが10mに達するものもある。
ネパール、特にカトマンズでは、ヤクチーズやヤクバターは工場で生産され、流通、販売されている。1997年から1998年の期間に、ネパールでは26トンのバターが製造、販売された。